# Spikförband
Spikförband är ett sätt med spik foga samman konstruktionsvirke för olika ändamål vid byggnadsarbete eller i industrisektorn.
Förbandet kan förstärkas med hjälp av spikplåtar. För att slå in spik kan en hammare användas, även spikpistol som skjuter in spik i materialen kommer till användning. Vid ytterligare förstärkning kan även mellanläggsbrickor, försedda med taggar, tandbrickor, användas.
Spikarna i ett spikförband utsätts för två typer av krafter, dels en tvärkraft dels en utdragande kraft, här är det viktigt med rätt typ och antal spik i varje förband. Ett förband som är sammanfogat med spik kan utstå större belastning genom tvärkrafter i förbandet än i spikens utdragande riktning.
Spikförband används ibland i samband med limning. Förbandet kallas då limmat spikförband,  spikarnas främsta uppgift är att hålla samman trädetaljerna tills limmet har härdat. Även limspikar förekommer, främst vid industriell tillverkning, en spik som har belagts med ett limskikt.
Består konstruktionen av grova trädetaljer limträ eller träbalkar är det mer lämpligt med olika metallbeslag tillsammans med bult, spik, eller skruvar. Spikförband lämpar sig inte heller för konstruktioner som utsätts för stora krafter. Då är ett skruvförband bättre. I äldre grova konstruktioner var de grövre virken fogade tillsammans med olika laskar eller hophuggning samt att dymlingar användes för att fixera detaljerna med varandra.

## Användningsområde
- Byggande med lösvirke eller vid prefab
- Tillfälliga konstruktioner som arbetsställningar, plattformar med mera.
- Fackverk av trä, till exempel takstolar.